# Schweizer Meisterschaften im Skilanglauf 2014
Die Schweizer Meisterschaften im Skilanglauf 2014 fanden in Leysin statt. Am 18. und 19. Januar 2014 wurden die Einzelrennen und die anschließenden Verfolgungsrennen ausgetragen. Sprint, Staffel und Massenstartrennen fanden vom 21. bis 23. März 2014 statt. Ausrichter war der SC Bex.

## Ergebnisse Herren

### Sprint Freistil
| Platz | Name               | Verein            |
| ----- | ------------------ | ----------------- |
| 1     | Erwan Käser        | Bex               |
| 2     | Mauro Gruber       | SAS Bern          |
| 3     | Torin Koos         | USA               |
| 4     | Martin Jäger       | Gardes-Frontière  |
| 5     | Jöri Kindschi      | SAS Bern          |
| 6     | Jovian Hediger     | Bex               |
| 7     | Eligius Tambornino | Club da skis Trun |
| 8     | Gianluca Cologna   | Val Müstair       |

Datum: 21. März

Es waren 28 Läufer am Start. Das Rennen der U20 mit 23 Teilnehmern gewann Simon Hammer. Ausländische Teilnehmer erhielten keine Medaillen.

### 15 km klassisch Einzel
| Platz | Name             | Verein                    | Zeit        |
| ----- | ---------------- | ------------------------- | ----------- |
| 1     | Dario Cologna    | Val Müstair               | 38:25,2 min |
| 2     | Valerio Leccardi | Gardes-Frontière          | 39:50,6 min |
| 3     | Philipp Hälg     | Nordic Club Liechtenstein | 39:51,6 min |
| 4     | Corsin Hösli     | Sarsura Zernez            | 39:59,1 min |
| 5     | Remo Fischer     | Arve Mols                 | 40:01,1 min |
| 6     | Candide Pralong  | Val Ferret                | 40:06,3 min |
| 7     | Callum Smith     | GBR                       | 40:08,1 min |
| 8     | Erwan Käser      | Bex                       | 40:21,0 min |
| 9     | Livio Bieler     | Trin                      | 41:04,8 min |
| 10    | Marius Danuser   | Vättis                    | 41:24,8 min |

Datum: 18. Januar

Es waren 24 Läufer am Start. Das Rennen der U20 über 10 km mit 52 Teilnehmern gewann Jason Rüesch.

### 15+15 km Verfolgung klassisch
| Platz | Name             | Verein                    | Zeit        |
| ----- | ---------------- | ------------------------- | ----------- |
| 1     | Dario Cologna    | Val Müstair               | 1:13:46,3 h |
| 2     | Remo Fischer     | Arve Mols                 | 1:16:00,6 h |
| 3     | Valerio Leccardi | Gardes-Frontière          | 1:16:01,0 h |
| 4     | Candide Pralong  | Val Ferret                | 1:16:01,2 h |
| 5     | Erwan Käser      | Bex                       | 1:16:45,4 h |
| 6     | Callum Smith     | GBR                       | 1:16:52,0 h |
| 7     | Philipp Hälg     | Nordic Club Liechtenstein | 1:17:09,3 h |
| 8     | Livio Bieler     | Trin                      | 1:17:39,6 h |
| 9     | Roman Schaad     | Drusberg                  | 1:18:23,1 h |
| 10    | Marius Danuser   | Vättis                    | 1:19:14,1 h |

Datum: 19. Januar

Es waren 20 Läufer am Start. Das Rennen der U20 mit 49 Teilnehmern gewann Jason Rüesch.

### 50 km Freistil Massenstart
| Platz | Name            | Verein                    | Zeit        |
| ----- | --------------- | ------------------------- | ----------- |
| 1     | Remo Fischer    | Arve Mols                 | 1:56:52,8 h |
| 2     | Toni Livers     | Gardes-Frontière          | 1:56:53,2 h |
| 3     | Curdin Perl     | Bernina Pontresina        | 1:59:09,3 h |
| 4     | Jonas Baumann   | Tambo Splügen             | 1:59:09,4 h |
| 5     | Philipp Hälg    | Nordic Club Liechtenstein | 2:00:06,1 h |
| 6     | Erwan Käser     | Bex                       | 2:02:12,9 h |
| 7     | Mathias Inniger | Adelboden                 | 2:02:45,4 h |
| 8     | Linard Kindschi | Schlivera-Ftan            | 2:02:56,4 h |
| 9     | Jöri Kindschi   | SAS Bern                  | 2:04:03,3 h |
| 10    | Gion Schnyder   | Am Bachtel                | 2:04:31,5 h |

Datum: 22. März

Es waren 39 Läufer am Start. Das Rennen der U20 über 30 km mit 20 Teilnehmern gewann Cédric Steiner.

### Staffel
| Platz | Team                                                              | Zeit        |
| ----- | ----------------------------------------------------------------- | ----------- |
| 1     | Gardes FrontierValerio Leccardi Martin Jäger Toni Livers          | 59:55,3 min |
| 2     | BexJovian Hediger Sebastien Testuz Erwan Käser                    | 1:01:03,9 h |
| 3     | Bannalp-WolfenschiessenChristian Stebler Bruno Joller Ivan Joller | 1:01:12,4 h |
| 4     | SAS InternationalAntti Peltonen Jewgeni Bogdanow Torin Koos       | 1:03:12,9 h |
| 5     | Bernina PontresinaCurdin Perl Gian Fadri Pfäffli Timo Keiser      | 1:04:18,2 h |
| 6     | Tambo SplügenJonas Baumann Jan Nino Menn Thomas Mengelt           | 1:04:24,5 h |
| 7     | DavosJöri Kindschi Janis Lindegger Christian Flury                | 1:04:32,0 h |
| 8     | G.S. MolineraLuca Bosetti Adrin Kappenberger Giacomo Bassetti     | 1:05:44,9 h |

Datum: 23. März

Es waren 18 Staffeln am Start.

## Ergebnisse Frauen

### Sprint Freistil
| Platz | Name                    | Verein         |
| ----- | ----------------------- | -------------- |
| 1     | Bettina Gruber          | SAS Bern       |
| 2     | Nathalie von Siebenthal | Turbach-Bissen |
| 3     | Doris Trachsel          | Plasselb       |
| 4     | Rahel Imoberdorf        | SAS Bern       |
| 5     | Carmen Emmenegger       | Flühli         |
| 6     | Ladina Meier-Ruge       | Obergoms       |
| 7     | Susi Meinen             | Zweisimmen     |
| 8     | Barbara Jäger           | Vättis         |

Datum: 21. März

Das Rennen der U20 mit sieben Teilnehmern gewann Nadine Fähndrich.

### 5 km klassisch Einzel
| Platz | Name                    | Verein         | Zeit         |
| ----- | ----------------------- | -------------- | ------------ |
| 1     | Nadine Fähndrich        | Horw           | 15:13,4 min. |
| 2     | Fiona-Elizabeth Hughes  | GBR            | 15:27,9 min. |
| 3     | Alina Meier             | Davos          | 15:28,4 min. |
| 4     | Nathalie von Siebenthal | Turbach-Bissen | 15:31,5 min. |
| 5     | Rosamund Musgrave       | GBR            | 15:40,1 min. |
| 6     | Carmen Emmenegger       | Flühli         | 15:44,5 min. |
| 7     | Rahel Imoberdorf        | SAS Bern       | 15:45,5 min  |
| 8     | Annika Taylor           | GBR            | 16:02,3 min  |
| 9     | Lydia Hiernickel        | Riedern        | 16:05,2 min  |
| 10    | Livia Ambühll           | Davos          | 16:08,5 min  |

Datum: 18. Januar

Es waren 36 Läuferinnen am Start. Siegerin bei der U20 wurde ebenfalls Nadine Fähndrich. Ausländische Teilnehmer erhielten keine Medaillen.

### 5+10 km Verfolgung klassisch
| Platz | Name                    | Verein         | Zeit         |
| ----- | ----------------------- | -------------- | ------------ |
| 1     | Nathalie von Siebenthal | Turbach-Bissen | 42:28,6 min. |
| 2     | Nadine Fähndrich        | Horw           | 42:51,7 min. |
| 3     | Alina Meier             | Davos          | 42:56,4 min. |
| 4     | Fiona-Elizabeth Hughes  | GBR            | 42:59,8 min. |
| 5     | Rosamund Musgrave       | GBR            | 43:18,1 min. |
| 6     | Rahel Imoberdorf        | SAS Bern       | 43:24,1 min. |
| 7     | Carmen Emmenegger       | Flühli         | 43:32,5 min  |
| 8     | Lydia Hiernickel        | Riedern        | 43:39,6 min  |
| 9     | Natalia Müller          | Sarsura Zernez | 43:50,2 min  |
| 10    | Annika Taylor           | GBR            | 44:24,5 min  |

Datum: 19. Januar

Es waren 33 Läuferinnen am Start. Siegerin bei der U20 wurde Nadine Fähndrich.

### 30 km Freistil Massenstart
| Platz | Name                    | Verein         | Zeit        |
| ----- | ----------------------- | -------------- | ----------- |
| 1     | Seraina Boner           | Klosters       | 1:16:23,7 h |
| 2     | Nathalie von Siebenthal | Turbach-Bissen | 1:18:53,0 h |
| 3     | Bettina Gruber          | SAS Bern       | 1:19:09,4 h |
| 4     | Rahel Imoberdorf        | SAS Bern       | 1:20:01,8 h |
| 5     | Carmen Emmenegger       | Flühli         | 1:21:40,3 h |
| 6     | Doris Trachsel          | Plasselb       | 1:23:34,8 h |
| 7     | Susi Meinen             | Zweisimmen     | 1:25:34,0 h |
| 8     | Sandra Wagenführ        | Davos          | 1:25:45,4 h |
| 9     | Julia Philipona         | Davos          | 1:27:15,2 h |
| 10    | Guri Hetland            | Davos          | 1:27:26,3 h |

Datum: 22. März

Es waren 13 Läuferinnen am Start. Das Rennen der U20 über 15 km mit 29 Teilnehmern gewann Lydia Hiernickel.

### Staffel
| Platz | Team                                                     | Zeit        |
| ----- | -------------------------------------------------------- | ----------- |
| 1     | SAS BernRahel Imoberdorf Chantel Carlen Bettina Gruber   | 47:37,9 min |
| 2     | ObergomsFlurina Volken Patricia Jost Ladina Meier-Ruge   | 49:06,3 min |
| 3     | ZernezFabiana Wieser Jogscha Abderhalden Giuliana Werro  | 49:13,2 min |
| 4     | DavosLivia Ambühl Julia Philipona Alina Meier            | 49:13,8 min |
| 5     | Am BachtelTanja Gerber Rebecca Vontobel Martina Vontobel | 52:25,6 min |
| 6     | USAKatharine Ogden Marckenzie Rizio Ana Witkovski        | 52:50,1 min |
| 7     | DiableretsLena Pichard Marlyse Breu Lucy Pichard         | 54:37,9 min |
| 8     | ZweisimmenAnna Kurth Tatjana Gyger Susi Meinen           | 55:42,8 min |

Datum: 23. März

Es waren 11 Staffeln am Start.